# Christopher Daniels
Daniel Christopher Covell (ur. 24 marca 1970 w Kalamazoo) – amerykański wrestler. Występuje pod pseudonimem Christopher Daniels, wcześniej zaś często jako Curry Man. Obecnie jest związany z federacją All Elite Wrestling (AEW), jako członek SoCal Uncensored (SCU) wraz z Frankie'm Kazarian'em i Scorpio Sky'em.
Covell rozpoczął karierę zawodniczą w 1993 r., walcząc przez wiele lat w Total Nonstop Action Wrestling (TNA) i ROH, jak również w Japonii i na amerykańskiej scenie niezależnej. W TNA, ROH i New Japan Pro Wrestling (NJPW) zdobył 19 tytułów mistrzowskich, czterokrotnie TNA X Division Championship, sześciokrotnie NWA World Tag Team Championship, dwukrotnie TNA World Tag Team Championship, jednokrotnie ROH World Championship i ROH World Television Championship, czterokrotnie ROH World Tag Team Championship oraz jednokrotnie  IWGP Junior Heavyweight Tag Team Championship.
Daniels otrzymał przezwisko „The King of Indies” z powodu licznych występów na scenie niezależnej całego świata, m.in. w  Frontier Wrestling Alliance (FWA),  International Wrestling Cartel (IWC) i Pro Wrestling Guerrilla (PWG).

## Mistrzostwa i osiągnięcia
- All Action Wrestling
  - AAW Championship (1x)
- All Pro Wrestling
  - APW Worldwide Internet Championship (1x)
  - King of the Indies (2000)
- Ballpark Brawl
  - Natural Heavyweight Championship (1x)
- DDT Pro-Wrestling
  - Ironman Heavymetalweight Championship (1x) – z Frankiem Kazarianem
- East Coast Wrestling Association
  - ECWA Heavyweight Championship (2x)
  - ECWA Super 8 Tournament (2000), (2004)
  - ECWA Hall of Fame (2001)
- Empire Wrestling Federation
  - EWF Heavyweight Championship (1x)
- Frontier Wrestling Alliance
  - FWA British Heavyweight Championship (1x)
- German Stampede Wrestling
  - Battlefield (2008)
- Impact Championship Wrestling
  - ICW Tag Team Championship (1x) – z Xavierem
  - Impact Cup (2010) – z Xavierem
- Michinoku Pro Wrestling
  - British Commonwealth Junior Heavyweight Championship (1x)
  - Futaritabi Tag Team League (2002) – z Super Rice Boyem
- Midwest Championship Wrestling
  - MCW Tag Team Championship (1x) – z Reignem
- New Japan Pro Wrestling
  - IWGP Junior Heavyweight Tag Team Championship (1x) – z American Dragonem
- NWA Florida
  - NWA Florida Heavyweight Championship (1 time)
- National Wrestling Alliance Midwest
  - NWA Midwest Tag Team Championship (1x) – z Kevinem Quinnem
- New Age Wrestling Federation
  - CT Cup (1x)
- Premier Wrestling Federation
  - PWF United States Championship (1x)
- Pro-Pain Pro Wrestling
  - 3PW World Heavyweight Championship (1x)
- Pro Wrestling Illustrated
  - Tag Team Roku PWI (2006) z A.J. Stylesem
  - PWI umieściło go na 15. miejscu rankingu wrestlerów PWI Top 500 w 2012 roku w 2006
- Pro Wrestling Zero1-Max
  - Zero1-Max United States Openweight Championship (1x)
- Ring of Honor
  - ROH World Championship (1x)
  - ROH World Television Championship (1x)
  - ROH World Tag Team Championship (4x) – z Donovanem Morganem (1),  Mattem Sydalem (1) i  Frankiem Kazarianem (2)
  - Decade of Excellence (2017)
  - ROH Tag Team Championship Tournament (2002) – z Donovanem Morganem
  - ROH Round Robin Challenge II
  - Czwarty Triple Crown Champion
- SoCal Uncensored
  - Match of the Year (2000) przeciwko Kurtowi Angle’owi, 13 września, Ultimate Pro Wrestling
  - Wrestler Roku (2000)
- Total Nonstop Action Wrestling
  - TNA X Division Championship (4x)
  - TNA World Tag Team Championship (2x) – z Kazarianem
  - NWA World Tag Team Championship (6x) – z Low Kim i Elix Skipper jako Triple X (3), Jamesem Stormem (1) i A.J. Stylesem (2)
  - Feast or Fired (Turning Point (2007) –  Różowa walizka)
  - Feast or Fired (2008 – Różowa walizka)
  - TNA World Cup of Wrestling (2013) – z Jamesem Stormem, Kazarianem, Kennym Kingiem i Mickie James
  - TNA World X Cup (2004) – z Jerrym Lynnem, Chrisem Sabinem i Elixem Skipperem
  - Feud Roku (2005) przeciwko A.J. Stylesowi
  - Mecz Roku (2004) z Elixem Skipperem przeciwko Chrisowi Harrisowi i Jamesowi Stormowi na Turning Point, 5 grudnia 2004
  - Mecz Roku (2006) z A.J. Stylesem przeciwko Homicide’owi i Hernandezowi na No Surrender, 24 września 2006
  - Tag Team Roku (2006) z A.J. Stylesem
- Ultimate Pro Wrestling
  - UPW Heavyweight Championship (2x)
- Windy City Pro Wrestling
  - WCPW League Championship (1x)
  - WCPW Lightweight Championship (1x)
  - WCPW Middleweight Championship (1x)
  - WCPW Tag Team Championship (2x) – z Kevinem Quinnem (1), Mikiem Anthonym (1)
- World Power Wrestling
  - WPW Heavyweight Championship (1x)
- World Wrestling Council
  - WWC World Tag Team Championship (1x) – z Kevinem Quinnem
- WrestleCentre
  - IFWA Heavyweight Championship (1x)
- Nagroda Wrestling Observer Newsletter
  - 5 Star Match (2005) przeciwko Samoa Joe i A.J. Stylesowi na TNA Unbreakable
  - Tag Team Roku (2012) z Kazarianem
  - Worst Worked Match of the Year (2006) TNA Reverse Battle Royal na TNA Impact!